# Bauan
Bauan (Filipino: Bayan ng Bauan) ist eine philippinische Stadtgemeinde in der Provinz Batangas. Sie hat 91.297 Einwohner (Zensus 1. August 2015). Bauan grenzt sowohl an die Batangas-Bucht und an die Balayan-Bucht. Im Süden der Gemeinde grenzt sie an die Calumpang-Halbinsel, auf dieser liegt der Vulkan Panay.

## Baranggays
Bauan ist politisch unterteilt in 40 Baranggays.
| - Alagao - Aplaya - As-Is - Bagong Silang - Baguilawa - Balayong - Barangay I (Pob.) - Barangay II (Pob.) - Barangay III (Pob.) - Barangay IV (Pob.) - Bolo - Colvo - Cupang - Durungao | - Gulibay - Inicbulan - Locloc - Magalang-Galang - Malindig - Manalupong - Manghinao Proper - Manghinao Uno - New Danglayan - Orense - Pitugo - Rizal - Sampaguita | - San Agustin - San Andres Proper - San Andres Uno - San Diego - San Miguel - San Pablo - San Pedro - San Roque - San Teodoro - San Vicente - Santa Maria - Santo Domingo - Sinala |